# سیارک ۴۳۱۳
سیارک ۴۳۱۳ (به انگلیسی: 4313 Bouchet، نامگذاری:1979HK1) چهار هزار و سیصد و سیزدهمین سیارک کشف شده‌است که در ۲۱ آوریل ۱۹۷۹ کشف شد.
قدر مطلق سیارک برابر ۱۱٫۹۰ است.